# Dan Carmichael
Daniel „Dan“ Carmichael (* 21. Juni 1990 in Dumfries) ist ein schottischer Fußballspieler, der bei Queen of the South spielt.

## Karriere
Dan Carmichael begann seine Profikarriere in seiner Geburtsstadt Dumfries, bei Queen of the South. Ab dem Jahr 2005 stand er im Kader der ersten Mannschaft. Sein Debüt für den Verein gab er am ersten Spieltag der Zweitligasaison 2010/11 am 8. August 2010 gegen den FC Dundee. In der zweiten Saison stieg Carmichael mit Queen of the South als Tabellenletzter in die dritte Liga ab. In der darauf folgenden Saison 2012/13 bildete er zusammen mit Nicky Clark, Derek Lyle und Gavin Reilly ein starkes Angriffs-Quartett das zum direkten Wiederaufstieg führte. Im Jahr 2013 gewann er mit den Queens zudem im Elfmeterschießen den Challenge Cup im Finale gegen Partick Thistle. Bis zum Jahr 2015 absolvierte er über 180 Pflichtspiele. Im Juni 2015 unterschrieb er einen Zweijahresvertrag beim schottischen Zweitligisten Hibernian Edinburgh. Verletzungsbedingt kam er jedoch nur sechsmal zum Einsatz, woraufhin der noch laufende Vertrag bereits nach einer Spielzeit aufgelöst wurde. Er wechselte daraufhin zurück zu Queen of the South.